# オズルゲティ
オズルゲティ（グルジア語: ოზურგეთი）はジョージア西部のグリア州にある都市である。同州の州都でもある。
かつては、フィリップ・マハラゼを記念してマハラゼ（Macharadze、Makharadze）と呼ばれていた。

## 概要
人口は14,785人。町の主要部分は二つの川(NatanebiとBjuji)の間にある。
教会が中心部にある。劇場と公園の間に位置する。
1970年にソ連の天文学者タマラ・スミルノワによって発見された小惑星(2139 Makharadze)は、ジョージアとウクライナの人々の友好を記念してその名が付けられた (マハラゼがウクライナの都市ゲニチェスク(Genichesk)と姉妹都市である)。

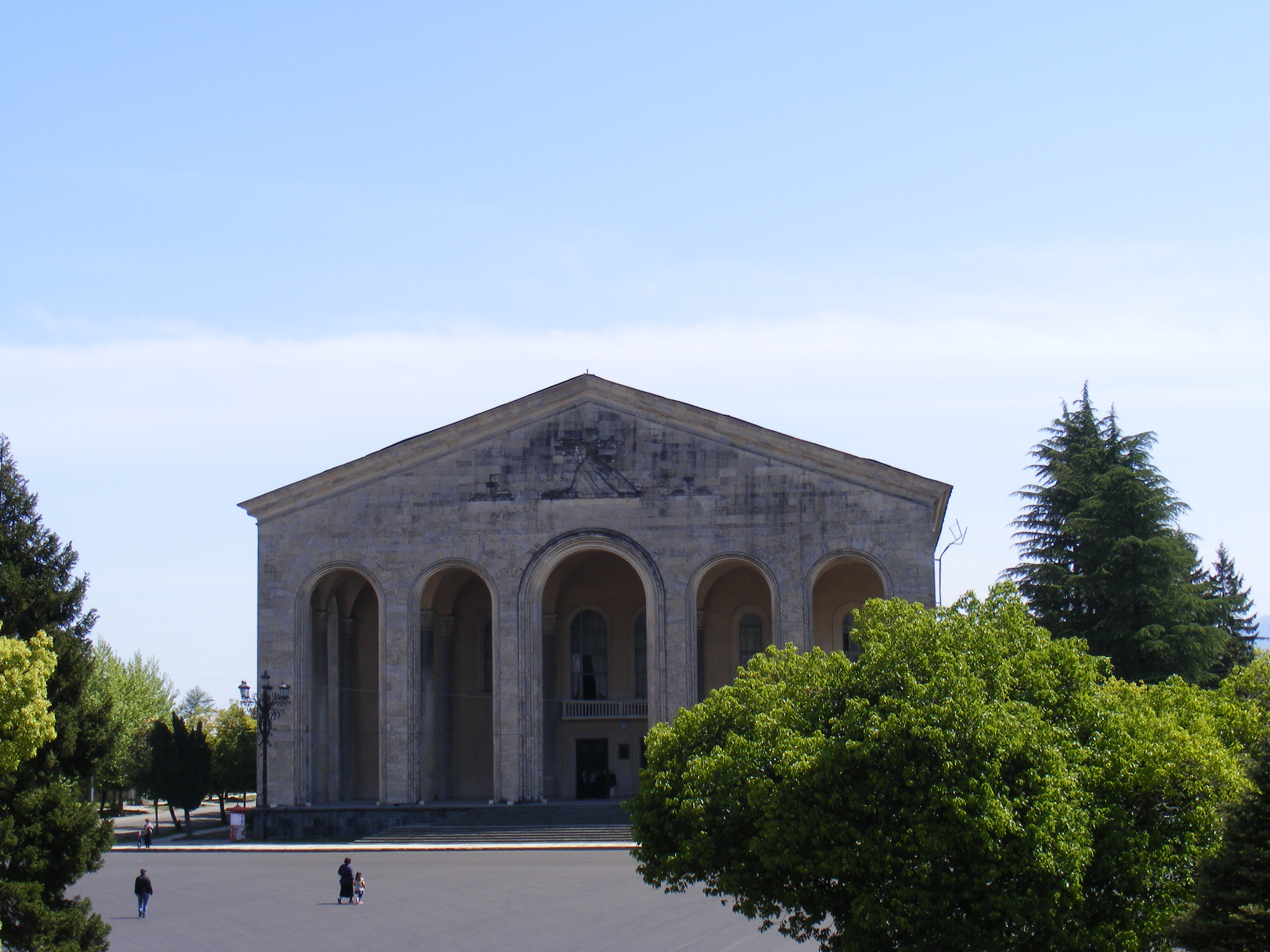
Ozurgeti Dramatic Theatre

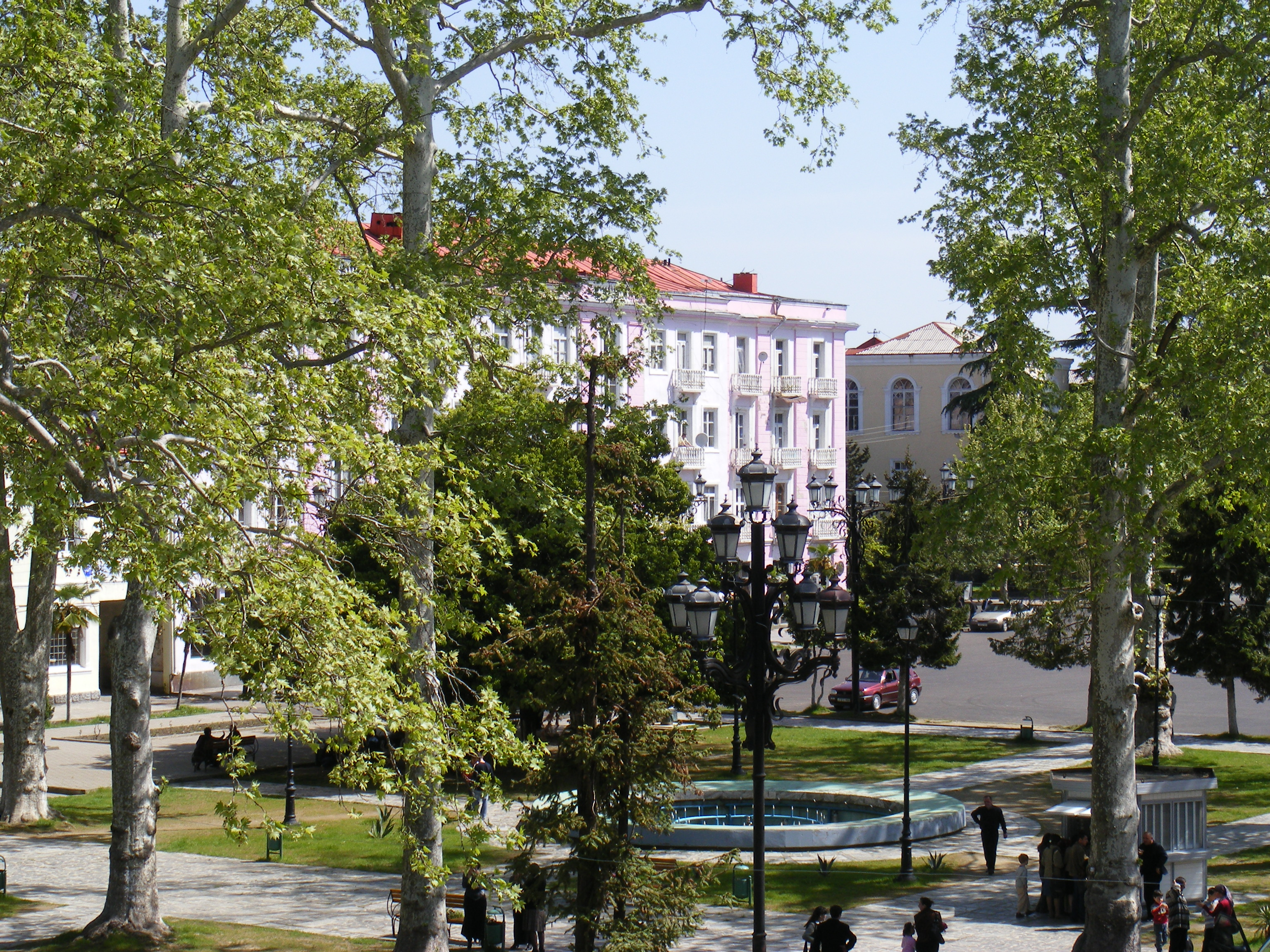
Ozurgeti city center